# Giorgio di Sassonia (duca)
Giorgio di Sassonia, detto il Barbuto (Meißen, 27 agosto 1471 – Dresda, 17 aprile 1539), fu duca di Sassonia dal 1500 al 1539.
Fu inoltre un membro dell'Ordine del Toson d'oro.
Era figlio di Alberto III il Coraggioso di Sassonia, fondatore della linea albertina della casata di Wettin, e di Sidonia di Poděbrady, figlia di Giorgio, re di Boemia. L'elettore Federico il Saggio, membro del ramo ernestino della stessa famiglia, conosciuto per la protezione che concesse a Lutero, era un cugino di Giorgio.

## Biografia

### Infanzia e gioventù
Giorgio, in quanto figlio maggiore, ricevette un'eccellente educazione in teologia ed in altri campi del sapere e fu uno tra i principi meglio educati dei suoi tempi.
Già nel 1488, mentre il padre si trovava in Frisia a combattere per conto dell'imperatore, Giorgio venne nominato reggente dei possedimenti ducali, tra cui il margraviato di Meißen con le città di Dresda e Lipsia.

### Duca di Sassonia

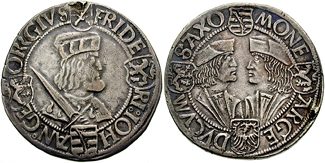
Guldengroschen di Sassonia, 1508-1525 circa. Il recto mostra il cugino di Giorgio, Federico, mentre sul rovescio Giorgio è ritratto faccia a faccia con il futuro elettore, Giovanni

Nel 1498 l'Imperatore garantì ad Alberto il Coraggioso il governatorato ereditario della Frisia. A Maastricht, il 14 febbraio 1499, Alberto definì la successione nei suoi possedimenti e tentò in questo modo di evitare ulteriori spartizioni dei suoi domini. Egli morì il 12 settembre 1500 e gli succedette nei suoi territori tedeschi il figlio Giorgio, come capo della linea albertina, mentre l'altro figlio Enrico divenne governatore della Frisia.
L'occupazione sassone della Frisia non fu comunque sicura e determinò un periodo di costanti rivolte nella provincia; di conseguenza Enrico, che era di indole passiva, rinunciò alle proprie pretese al governatorato e nel 1505 concluse un accordo con il fratello in base al quale la Frisia venne ceduta a Giorgio, mentre egli avrebbe ricevuto un'annualità ed i distretti di Freiberg e Wolkenstein. Questo patto non contribuì però a riportare la pace in Frisia, che continuò ad essere una fonte di incessanti problemi per la Sassonia, che infine, nel 1515, la vendette alla Borgogna per la somma piuttosto modesta di 100 000 fiorini.
Questi problemi al di fuori dei suoi territori in Sassonia non impedirono a Giorgio di dedicare molta cura nell'amministrazione dei territori ducali; da reggente, mentre il padre era in vita, le difficoltà che emergevano da interessi confliggenti e dalle numerose richieste di favori aveva portato il giovane principe sull'orlo della disperazione.
In poco tempo egli maturò comunque grandi abilità di governante; nel venire in possesso della sua eredità egli divise il ducato in distretti governativi, prese misure per sopprimere le rapine ad opera dei cavalieri e regolò il sistema giudiziario, definendo e riassestando la giurisdizione delle varie corti. Nel suo desiderio di raggiungere un ideale di ordine e severità, nonché un miglioramento delle condizioni di vita del popolo, egli arrivò, in alcuni casi, a infrangere anche i diritti delle città. La sua corte era meglio disciplinata di quella di molti altri principi tedeschi; Giorgio esercitò inoltre una sorta di paterno controllo sull'Università di Lipsia, nella quale vennero introdotte numerose riforme e l'Umanismo, come opposto allo Scolasticismo, fu incoraggiato.

### Gli anni della Riforma
Fin dall'inizio della Riforma protestante, nel 1517, il duca Giorgio diresse le proprie energie principalmente a difendere gli interessi ecclesiastici. Difficilmente può essere individuato un altro principe secolare tedesco che appoggiò fermamente la Chiesa come lui, che ne difese gli interessi e condannò vigorosamente ogni innovazione, ad eccezione di quelle approvate dalle più alte autorità ecclesiastiche. Inizialmente egli non era un oppositore di Lutero, ma, con il passare del tempo e con il farsi più chiare le intenzioni del monaco, egli si allontanò sempre più dai riformatori ed infine venne coinvolto, a causa del suo cambio di atteggiamento, in un aspro scambio di corrispondenza nel quale Lutero, senza giustificazione secondo alcuni, criticò pesantemente il duca.
Giorgio di Sassonia non era cieco di fronte agli innegabili abusi che esistevano all'epoca all'interno della Chiesa. Nel 1519, nonostante l'opposizione della facoltà di teologia dell'università, egli diede origine al dibattito di Lipsia, con l'idea di aiutare a diffondere la causa della verità, e fu presente a tutte le discussioni. Nel 1521, alla dieta di Worms, durante la quale i principi tedeschi stilarono un documento contenente una lista di "lamentele" circa le condizioni della Chiesa, Giorgio ne aggiunse ben dodici motu proprio con particolare riguardo all'abuso delle indulgenze e delle annate.
Nel 1525 egli si accordò con il genero luterano, il langravio Filippo I d'Assia, ed il cugino, l'elettore Federico il Saggio, per por termine alla guerra dei contadini tedeschi, che vennero sconfitti nei pressi di Frankenhausen in Turingia. Alcuni anni più tardi egli scrisse una convincente prefazione su una traduzione del Nuovo Testamento, pubblicata su sua indicazione dal suo segretario privato, Hieronymus Emser, per controbattere la versione luterana. I libri di Lutero vennero tutti confiscati per suo ordine, dovunque fossero scoperti, benché egli rimborsasse i costi degli stessi. In ogni campo egli si dimostrò un vigoroso oppositore dei luterani, decretando che la sepoltura cristiana dovesse essere negata agli apostati e che i religiosi traditori dovessero essere consegnati al vescovo di Merseburg.
Per quelli che avevano semplicemente delle idee anti-cattoliche, la punizione era l'espulsione dal ducato. Giorgio di Sassonia rimpiangeva profondamente la costante posticipazione del tanto atteso concilio, dal quale ci si aspettavano tante soluzioni. Nell'attesa della sua convocazione, egli pensò di rimuovere i più gravi difetti della Chiesa con una riforma dei monasteri, i cui interessi erano divenuti troppo terreni. Cercò invano di ottenere dalla Curia il diritto, che alcune volte era stato concesso da Roma, di fare delle visite ufficiali alle congregazioni conventuali del suo regno; le sue riforme vennero limitate principalmente all'unione di monasteri vacanti e a questioni di amministrazione economica, essendo il controllo delle proprietà affidato a delle autorità secolari.
Nel 1525 il duca Giorgio formò, con alcuni altri governanti tedeschi, la lega di Dessau, per la protezione degli interessi cattolici; allo stesso modo, nel 1533, costituì la Lega di Halle, dalla quale si originò nel 1538 la Sacra Lega di Norimberga per il mantenimento della Pace di Norimberga.
Le vigorose azioni che il duca compì in così tante direzioni non furono però coronate da molti successi. Molte delle sue misure politiche, in effetti, ressero il test della storia, ma in materia politico-ecclesiastica egli assistette con dispiacere al graduale declino del cattolicesimo e alla diffusione del Luteranesimo all'interno dei suoi domini, nonostante i suoi notevoli sforzi e i divieti di praticare la nuova fede. In aggiunta a ciò, durante la sua vita, i suoi parenti più stretti, il genero Filippo e il fratello Enrico, si unirono alla Riforma.
Egli passò gli ultimi anni di regno nel tentativo di assicurarsi un successore cattolico, ritenendo con questo di riuscire a controllare la diffusione delle opinioni luterane. L'unico figlio maschio di Giorgio ancora in vita all'epoca era Federico, mentalmente ritardato e celibe. L'intenzione di Giorgio era che suo figlio potesse governare con l'aiuto di un consiglio; nel 1539 venne quindi combinato il matrimonio di Federico con Elisabetta di Mansfeld, ma egli spirò poco dopo, facendo morire con lui ogni speranza di un erede. In base all'atto di successione del 1499, il fratello protestante di Giorgio, Enrico, era l'erede presuntivo; Giorgio, andando contro il testamento del padre, tentò di diseredare il fratello e di cedere il ducato all'arciduca Ferdinando, fratello dell'imperatore Carlo V, ma la sua morte improvvisa gli impedì di portare a termine i suoi progetti. La sua salma fu inumata, insieme a quella della moglie, in un'apposita cappella della cattedrale di Meißen.

### Carattere
Giorgio di Sassonia era un eccellente ed industrioso governante, disposto a sacrificarsi personalmente, intelligente e instancabile nel perseguire i più alti interessi dei suoi territori e dei suoi sudditi. Come uomo era onesto, vigoroso ed energico, anche se a volte irascibile. Lungimirante e fedele seguace dell'imperatore e dell'impero, egli fece molto per i suoi domini grazie all'economia, all'amore per l'ordine e la saggia direzione delle attività dei suoi funzionari statali.
Il cruccio della sua vita fu la Riforma luterana e ciò che egli considerò come l'apostasia della vecchia fede. Aveva un profondo senso religioso, benché non fosse bigotto, e cercò in ogni modo di evitare che i suoi sudditi uscissero dal seno della Chiesa, ma i suoi modi per perseguire questo obiettivo non furono sempre irreprensibili.

## Matrimonio e figli
Giorgio sposò a Dresda il 21 novembre 1496 Barbara Jagellona, figlia di Casimiro IV, re di Polonia, e di Elisabetta d'Asburgo, figlia a sua volta di dell'imperatore e re d'Ungheria Alberto II. Ebbero dieci figli, ma nessuno di essi, con l'eccezione di una figlia, sopravvisse a Giorgio:
- Cristoforo (Dresda, 8 settembre 1497 – Lipsia, 5 dicembre 1497);
- Giovanni (Dresda, 24 agosto 1498 – Dresda, 11 gennaio 1537), principe ereditario di Sassonia; il 20 maggio 1516 sposò Elisabetta d'Assia, ma non ebbe discendenza;
- Wolfgang (Dresda, 1499 – Dresda, 12 gennaio 1500);
- Anna (Dresda, 21 gennaio – 23 gennaio 1500);
- Cristoforo (nato e morto a Dresda, 27 maggio 1501);
- Agnese (Dresda, 7 gennaio – 16 aprile 1503);
- Federico (Dresda, 15 marzo 1504 – Dresda, 26 febbraio 1539), principe ereditario di Sassonia; sposò Elisabetta di Mansfeld il 27 gennaio 1539, ma l'unione non produsse figli;
- Cristina (Dresda, 25 dicembre 1505 – Kassel, 15 aprile 1549), l'11 dicembre 1523 sposò Filippo I, langravio d'Assia;
- Maddalena (Dresda, 7 marzo 1507 – Berlino, 25 gennaio 1534), il 6 novembre 1524 venne data in sposa a Gioacchino Ettore, allora elettore ereditario di Brandeburgo;
- Margherita (Dresda, 7 settembre 1508 – Dresda, 19 dicembre 1510).

## Ascendenza
|                         |                          |                                 | Genitori                     |  |  | Nonni |  |  | Bisnonni               |  |  | Trisnonni              |  |
|                         |                          |                                 |                              |  |  |       |  |  | Federico I di Sassonia |  |  | Federico III di Meißen |  |
|                         |                          |                                 |                              |  |  |       |  |  | Federico I di Sassonia |  |  | Federico III di Meißen |  |
|                         |                          | Caterina di Henneberg           |                              |  |  |       |  |  | Federico I di Sassonia |  |  |                        |  |
| Federico II di Sassonia |                          |                                 |                              |  |  |       |  |  | Federico I di Sassonia |  |  |                        |  |
|                         |                          | Caterina di Brunswick-Lüneburg  | Enrico di Brunswick-Lüneburg |  |  |       |  |  |                        |  |  |                        |  |
|                         |                          | Caterina di Brunswick-Lüneburg  | Enrico di Brunswick-Lüneburg |  |  |       |  |  |                        |  |  |                        |  |
|                         |                          | Caterina di Brunswick-Lüneburg  | Sofia di Pomerania           |  |  |       |  |  |                        |  |  |                        |  |
| Alberto III di Sassonia |                          | Caterina di Brunswick-Lüneburg  |                              |  |  |       |  |  |                        |  |  |                        |  |
|                         |                          | Ernesto I d'Asburgo             | Leopoldo III d'Asburgo       |  |  |       |  |  |                        |  |  |                        |  |
|                         |                          | Ernesto I d'Asburgo             | Leopoldo III d'Asburgo       |  |  |       |  |  |                        |  |  |                        |  |
|                         |                          | Ernesto I d'Asburgo             | Verde Visconti               |  |  |       |  |  |                        |  |  |                        |  |
| Margherita d'Austria    |                          | Ernesto I d'Asburgo             |                              |  |  |       |  |  |                        |  |  |                        |  |
|                         |                          | Cimburga di Masovia             | Siemowit IV di Masovia       |  |  |       |  |  |                        |  |  |                        |  |
|                         |                          | Cimburga di Masovia             | Siemowit IV di Masovia       |  |  |       |  |  |                        |  |  |                        |  |
|                         |                          | Cimburga di Masovia             | Alessandra di Lituania       |  |  |       |  |  |                        |  |  |                        |  |
| Giorgio di Sassonia     |                          | Cimburga di Masovia             |                              |  |  |       |  |  |                        |  |  |                        |  |
|                         | Vittorino I di Poděbrady | Boczek V di Poděbrady           |                              |  |  |       |  |  |                        |  |  |                        |  |
|                         | Vittorino I di Poděbrady | Boczek V di Poděbrady           |                              |  |  |       |  |  |                        |  |  |                        |  |
|                         | Vittorino I di Poděbrady | Anna Lipa di Duba               |                              |  |  |       |  |  |                        |  |  |                        |  |
| Giorgio di Boemia       | Vittorino I di Poděbrady |                                 |                              |  |  |       |  |  |                        |  |  |                        |  |
|                         |                          | Anna di Wartenberg              | Giovanni di Wartenberg       |  |  |       |  |  |                        |  |  |                        |  |
|                         |                          | Anna di Wartenberg              | Giovanni di Wartenberg       |  |  |       |  |  |                        |  |  |                        |  |
|                         |                          | Anna di Wartenberg              | Anna di Velhartic            |  |  |       |  |  |                        |  |  |                        |  |
| Sidonia di Boemia       |                          | Anna di Wartenberg              |                              |  |  |       |  |  |                        |  |  |                        |  |
|                         |                          | Smilo di Sternberg              | Udalrico di Sternberg        |  |  |       |  |  |                        |  |  |                        |  |
|                         |                          | Smilo di Sternberg              | Udalrico di Sternberg        |  |  |       |  |  |                        |  |  |                        |  |
|                         |                          | Smilo di Sternberg              | Margherita di Seeberg        |  |  |       |  |  |                        |  |  |                        |  |
| Cunegonda di Sternberg  |                          | Smilo di Sternberg              |                              |  |  |       |  |  |                        |  |  |                        |  |
|                         |                          | Barbara Flaschka von Richenburg | Zdenic Pardubic              |  |  |       |  |  |                        |  |  |                        |  |
|                         |                          | Barbara Flaschka von Richenburg | Zdenic Pardubic              |  |  |       |  |  |                        |  |  |                        |  |
|                         |                          | Barbara Flaschka von Richenburg | Anna Vartemberka             |  |  |       |  |  |                        |  |  |                        |  |
|                         |                          | Barbara Flaschka von Richenburg |                              |  |  |       |  |  |                        |  |  |                        |  |

## Galleria di ritratti

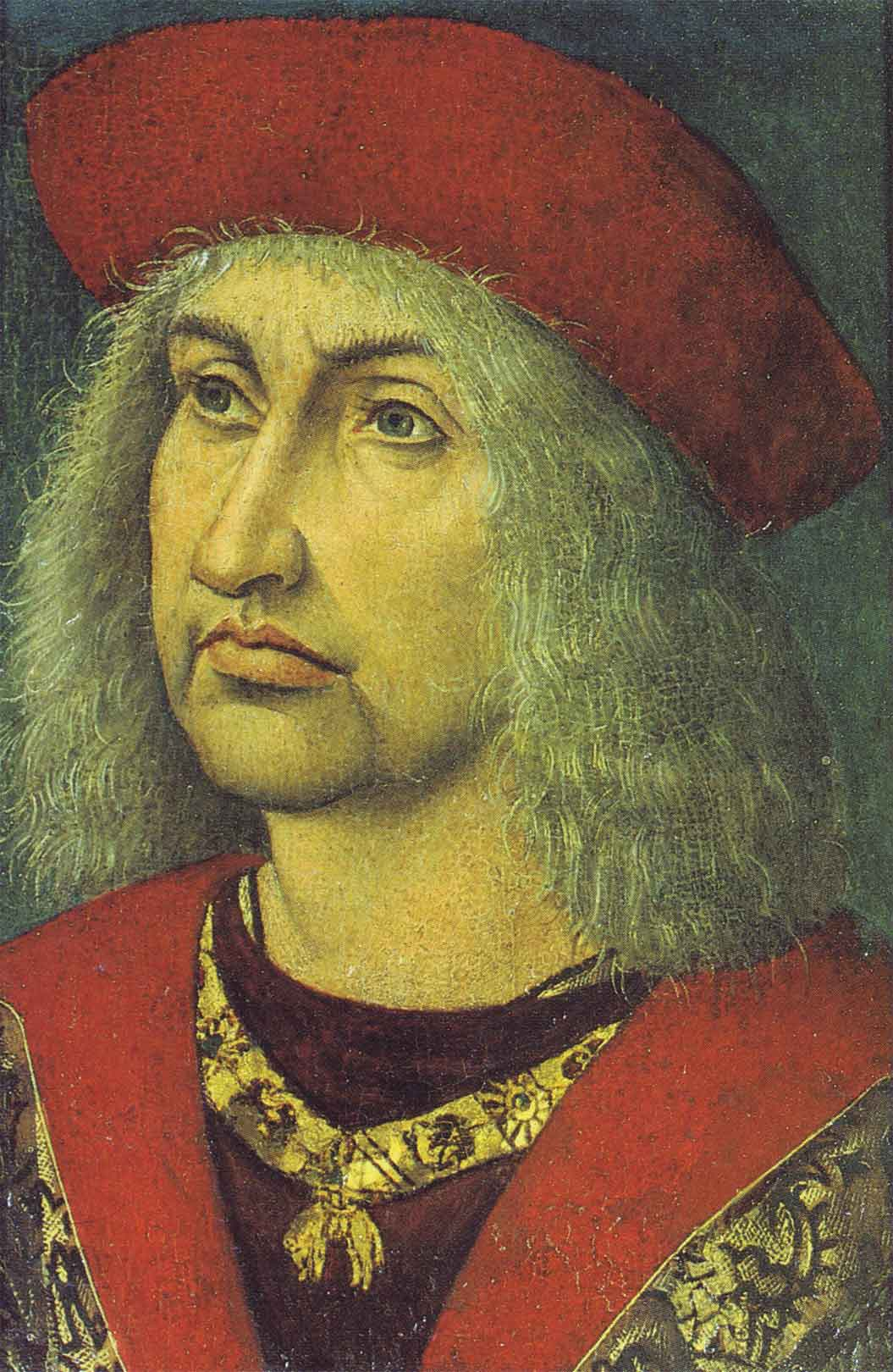
Alberto il Coraggioso di Sassonia
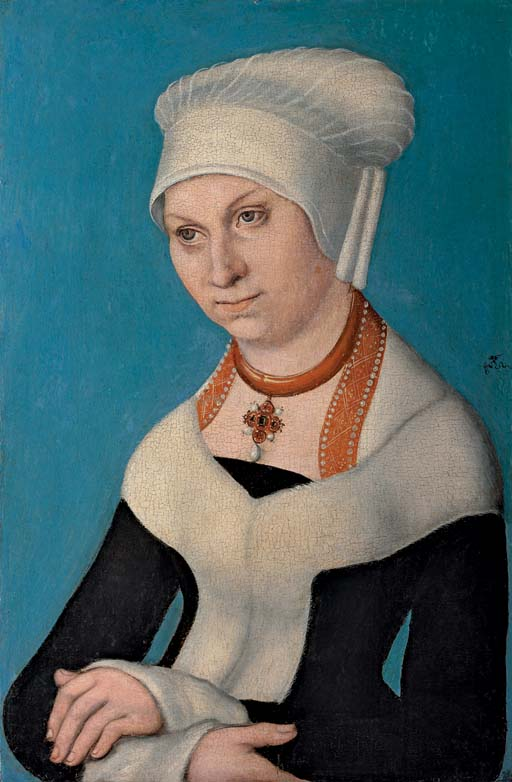
Barbara Jagellona, duchessa di Sassonia
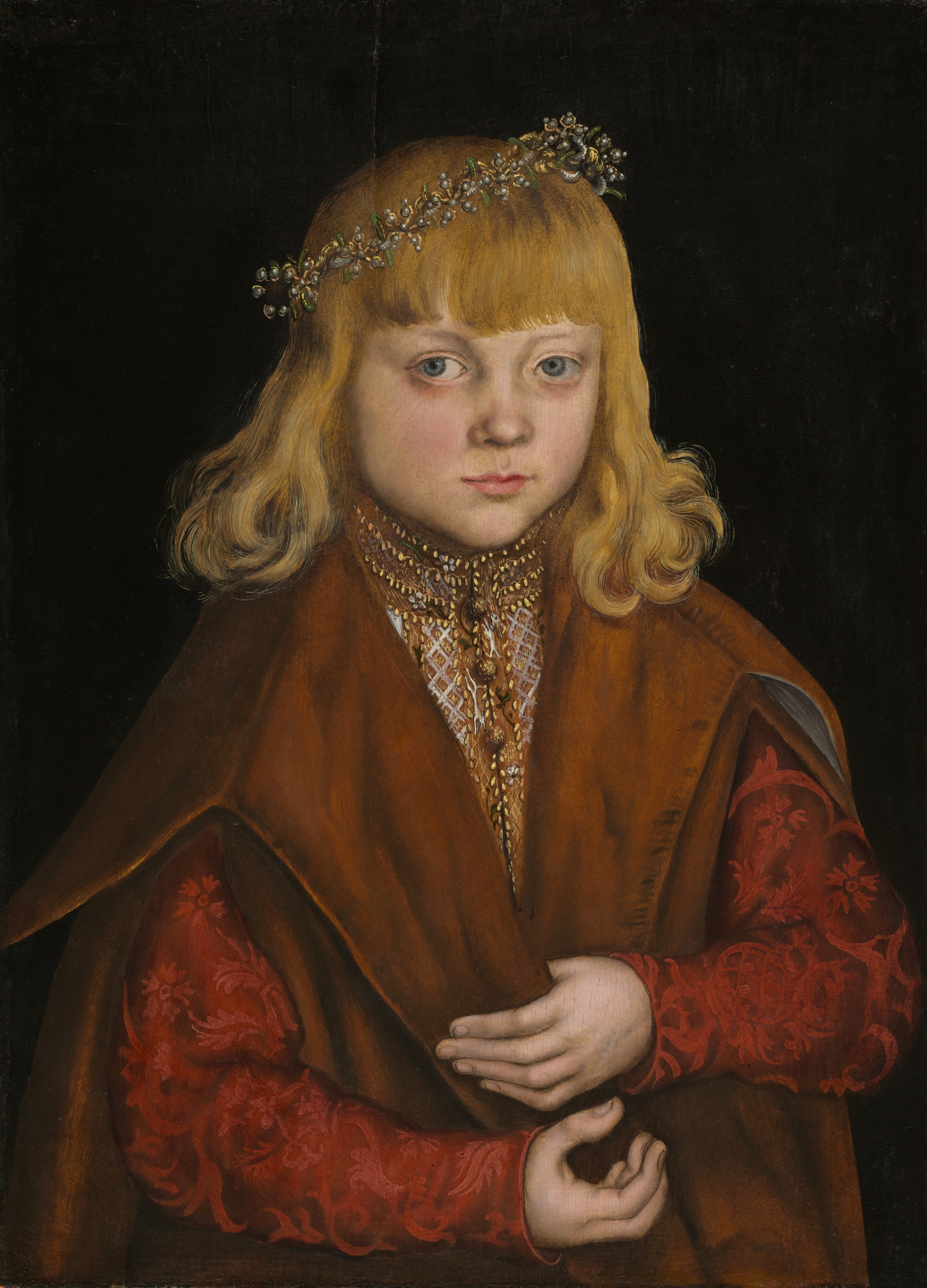
Ritratto di un Principe Sassone, probabilmente del figlio di Giorgio, Giovanni
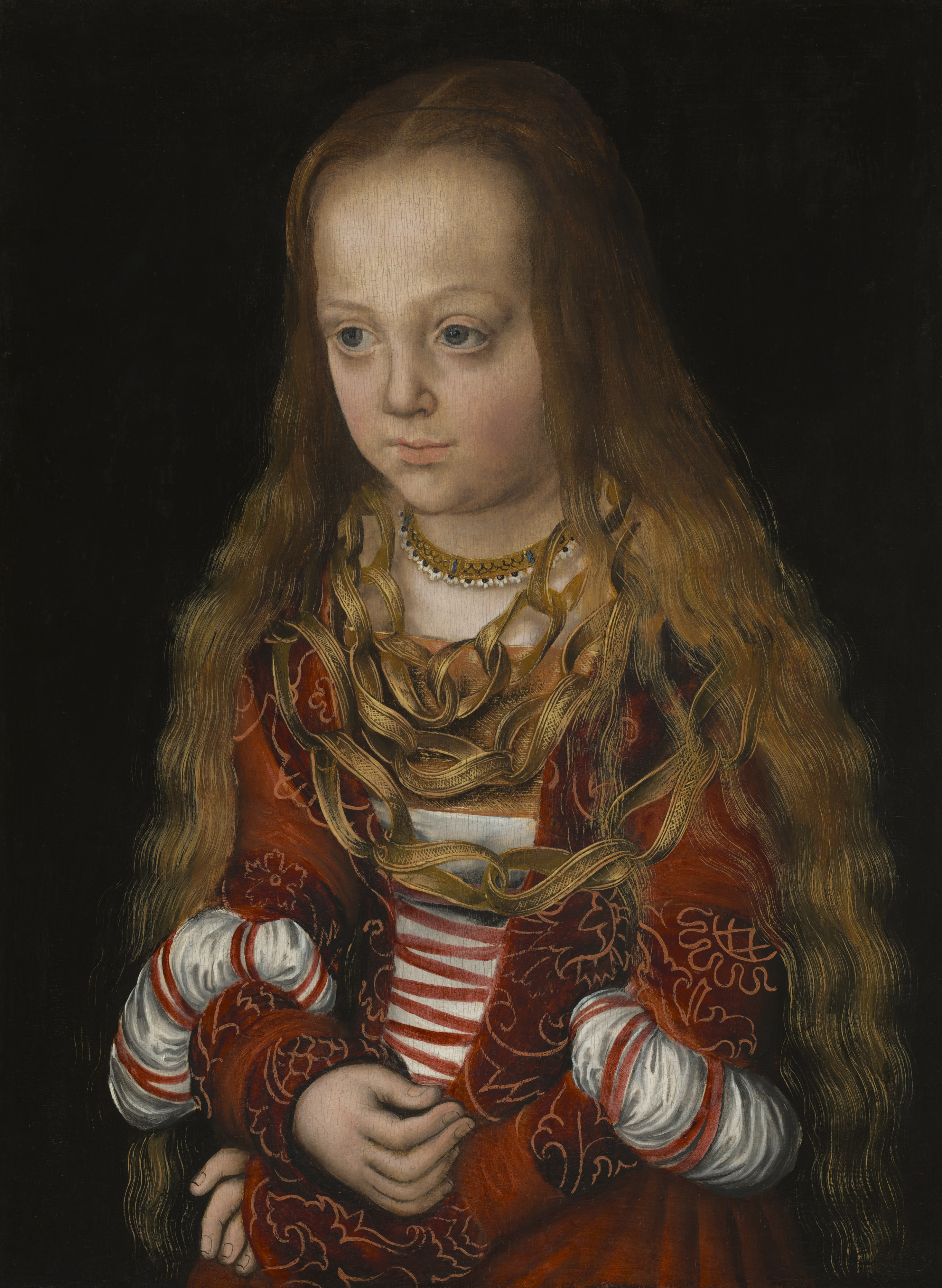
ritratto di una Principessa Sassone, probabilmente la nuora di Giorgio, Elisabetta d'Assia
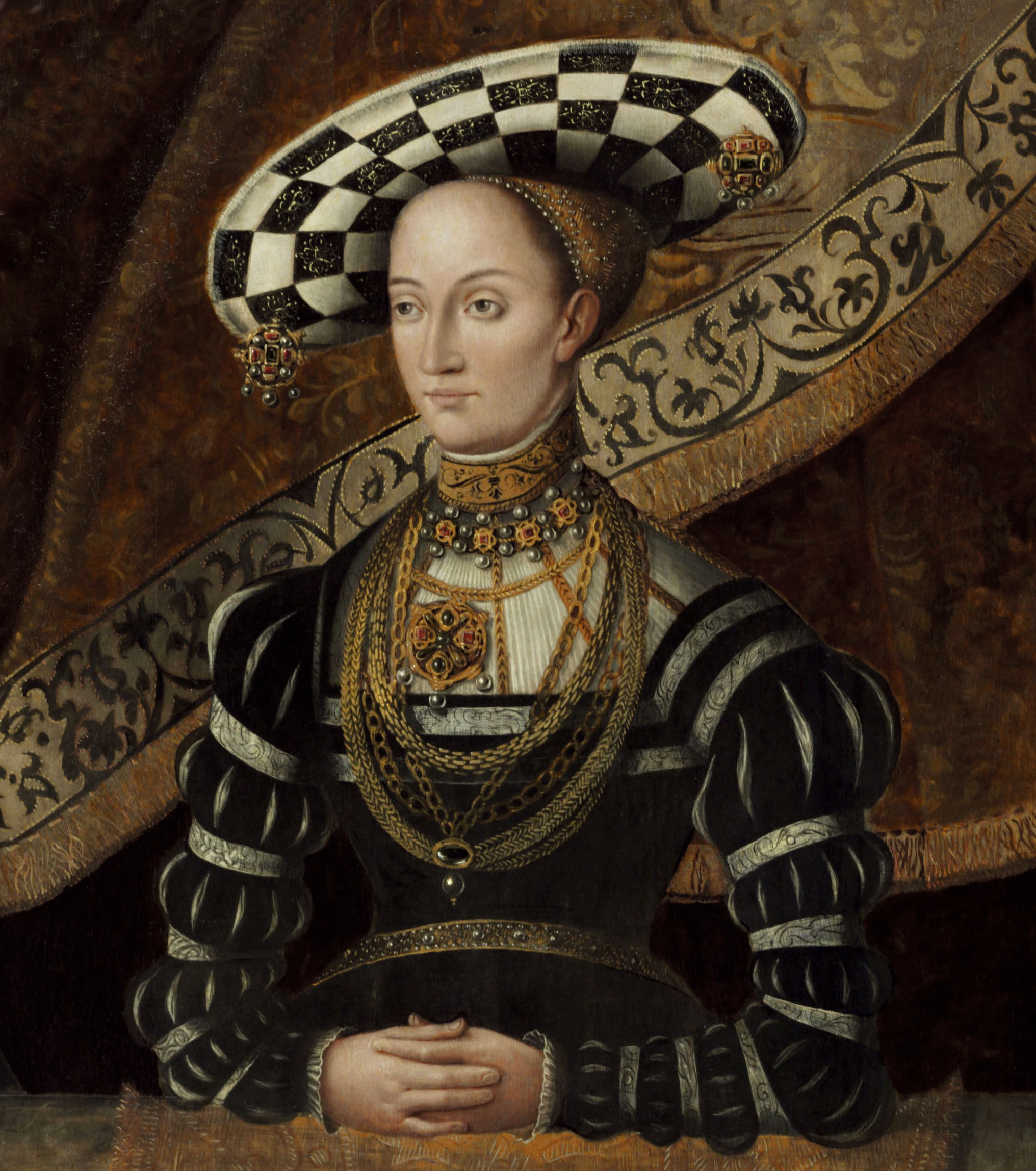
Cristina di Sassonia
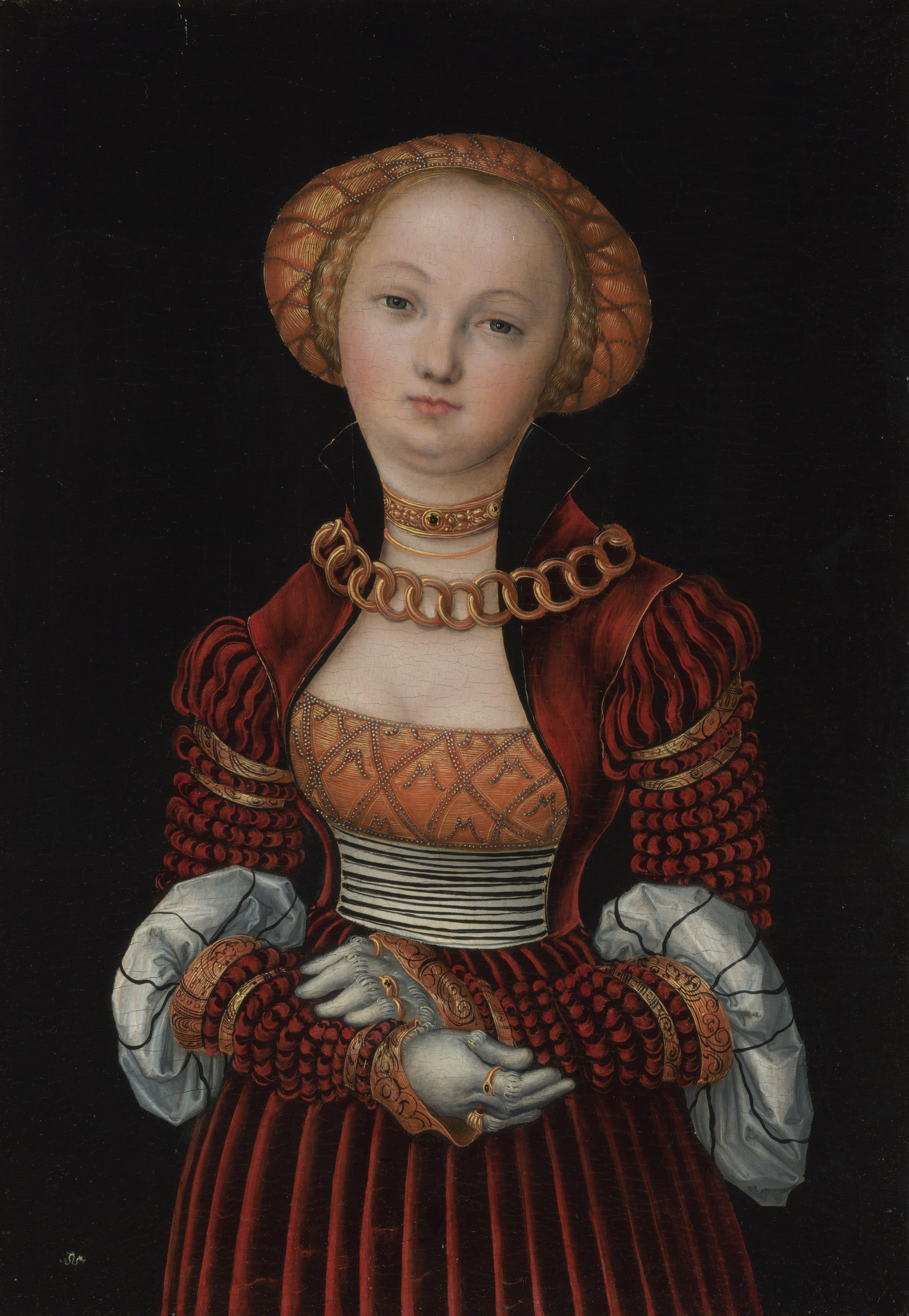
Maddalena di Sassonia